# Super Star Wars
Super Star Wars est un jeu vidéo d'action de type run and gun développé par Sculptured Software et distribué sur Super Nintendo en 1992. Il s'agit de l’adaptation sur Super Nintendo du film Star Wars IV Un Nouvel Espoir,,,.

## Système de jeu
Le joueur peut incarner Luke Skywalker, Han Solo ou Chewbacca et doit affronter les Stormtroopers de l'Empire et toutes sortes de monstres de l'univers Star Wars tout en traversant les décors du film reproduits avec esthétisme : le désert de Tatouine, Le sandcrawler des jawas, les montagnes rocheuses des hommes des sables, les rues et la cantina de Mos Eisley, le hangar de l’Étoile Noire ainsi que le quartier des détenus et la passerelle du Rayon Tracteur.
La plupart des niveaux se terminent sur un boss : soit un monstre ou un vaisseau inventé pour les besoins du jeu, soit une créature citée ou aperçue dans les films (Bantha, Rat Womp, etc.).
Dans certains niveaux le joueur peut aussi piloter le Landspeeder ou le X-Wing. Dans ces niveaux-ci, le joueur devra surtout détruire des chasseurs TIE ou des jawas sur moto-jets et survoler l'Etoile de la Mort pour détruire son réacteur.
Chaque personnages à ses compétences : Luke utilise d'abord le blaster puis le sabre laser après avoir rencontré Obi-Wan Kenobi, Han Solo utilise aussi le blaster et lance des grenades, Chewbacca a un fusil et peut aussi tuer en faisant de puissants moulinets avec ses bras.

## Commercialisation
Super Star Wars sort en Amérique du Nord le 1er juin 1992, au Japon le 18 décembre 1992 et en Europe le 2 avril 1993.

## Accueil
- N-Force : 95%[5]
- SNES Force : 92%[6]

## Postérité
Super Star Wars est réédité en 2009 sur Wii CV, et en 2015 sur PlayStation 4 dans le service en ligne PlayStation Store.
Le jeu connait deux suites, toujours sur Super Nintendo, elles-aussi adaptées des films de la saga originales Star Wars. Super Star Wars: The Empire Strikes Back sort en Amérique du Nord en octobre 1993, au Japon le 17 décembre 1993 et en Europe le 24 février 1994. Super Star Wars: Return of the Jedi sort en Amérique du Nord en octobre 1994, au Japon le 30 mars 1995 et en Europe le 23 juin 1995. Le jeu est réédité dans le jeu Star Wars: Battlefront seulement dans les versions PlayStation 4 et PlayStation Vita.